# Kepler-24
Kepler-24 is een ster in het sterrenbeeld Lier (Lyra). De ster is van het type G en heeft vier bevestigde exoplaneten. De ster is een groter dan de Zon en ligt op een afstand van 3900 lichtjaar. 

## Planetenstelsel
Het planetenstelsel van de ster werd ontdekt door de Kepler-ruimtetelescoop van NASA en bevestigd in 2011. Toen werden er twee exoplaneten ontdekt, Kepler-24b en c. Het bestaan van deze planeten werd bevestigd door middel van transitiefotometrie. In 2012 werd het bestaan van nog twee exoplaneten bevestigd: Kepler-24d en e.
| Planeet | Massa   | Halve lange as (AE) | Omlooptijd (dagen) | Excentriciteit | Straal  |
| ------- | ------- | ------------------- | ------------------ | -------------- | ------- |
| b       | <1,6 MJ | 0,106               | 8,15               | —              | 2,4 R⊕  |
| c       | <1,6 MJ | 0,068               | 12,33              | —              | 2,8 R⊕  |
| d       | —       | 0,051               | 4,24               | —              | 1,67 R⊕ |
| e       | —       | 0,138               | 18,998             | —              | 2,78 R⊕ |

## Afbeeldingen

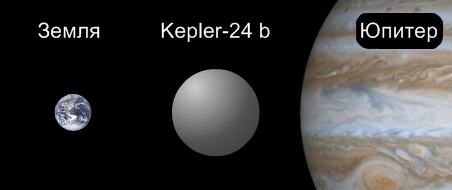
Kepler-24b vergeleken met de Aarde en Jupiter